# سدثاوت أنسيت
سدثاوت أنسيت (بالتيلاندية: เสฎฐวุฒิ อนุสิทธิ์) هو ممثل تايلاندي من مواليد 20 فبراير 1997، في تايلاند. شارك في العديد من المسلسلات أبرزها هرمنات: المسلسل [الإنجليزية] (2013).

## السيرة السينمائية

### الأفلام
Virgin Am I:2012